# Fiestar
Fiestar (hangul: 피에스타) är en sydkoreansk tjejgrupp bildad 2012 av LOEN Entertainment.
Gruppen består av de fem medlemmarna Jei, Cao Lu, Linzy, Hyemi och Yezi.

## Medlemmar
| Artistnamn   | Artistnamn | Födelsenamn  | Födelsenamn  | Födelsedatum     | Medlemstid |
| Romanisering | Hangul     | Romanisering | Hangul/Hanja | Födelsedatum     | Medlemstid |
| Nuvarande    | Nuvarande  | Nuvarande    | Nuvarande    | Nuvarande        | Nuvarande  |
| ------------ | ---------- | ------------ | ------------ | ---------------- | ---------- |
| Jei          | 재이       | Kim Jin-hee  | 김진희       | 5 september 1989 | 2012-idag  |
| Cao Lu       | 차오루     | Cao Lu       | 曹璐         | 30 augusti 1987  | 2012-idag  |
| Linzy        | 린지       | Im Min-ji    | 임민지       | 22 oktober 1989  | 2012-idag  |
| Hyemi        | 혜미       | Kim Hye-mi   | 김혜미       | 10 augusti 1990  | 2012-idag  |
| Yezi         | 예지       | Lee Ye-ji    | 이예지       | 26 augusti 1994  | 2012-idag  |
| Tidigare     |            |              |              |                  |            |
| Cheska       | 체스카     | Ahn Min-ji   | 안민지       | 11 mars 1992     | 2012-2014  |

## Diskografi

### Album
| Albuminformation                                      | Topplacering          |
| Albuminformation                                      | Sydkorea (Gaon Chart) |
| ----------------------------------------------------- | --------------------- |
| Vista (Singelalbum) - Släppt: 31 augusti 2012         | 9                     |
| We Don't Stop (Singelalbum) - Släppt: 9 november 2012 | 21                    |
| Curious (Singelalbum) - Släppt: 1 november 2013       | 17                    |
| Black Label (EP-skiva) - Släppt: 4 mars 2015          | 11                    |
| A Delicate Sense (EP-skiva) - Släppt: 9 mars 2016     | 9                     |

### Singlar
| År   | Titel              | Topplacering          |
| År   | Titel              | Sydkorea (Gaon Chart) |
| ---- | ------------------ | --------------------- |
| 2012 | "Sea of Moonlight" | 12                    |
| 2012 | "Vista"            | 27                    |
| 2012 | "We Don't Stop"    | 66                    |
| 2013 | "Whoo!"            | 58                    |
| 2013 | "I Don't Know"     | 63                    |
| 2014 | "One More"         | 51                    |
| 2015 | "You're Pitiful"   | 60                    |
| 2016 | "Mirror"           | 80                    |
| 2016 | "Apple Pie"        | 84                    |